# 梁卓午
梁卓午，字炳南，山西省大同府廣寧縣人，清朝政治人物。
光緒十二年（1886年），参加光緒丙戌科殿試，登進士三甲72名。同年五月，著交吏部掣签，分发各省以知县即用。撰有《山西洪洞王氏家谱》四卷。